# رالف آدامز
رالف آدامز هو عداء سريع كندي، (ولد في هاميلتون في كندا 1907 – 1976 م).

## وصلات خارجية
- رالف آدامز على موقع اللجنة الأولمبية الدولية (الإنجليزية)
- رالف آدامز على موقع أوليمبيديا (الإنجليزية)
- رالف آدامز على موقع اتحاد ألعاب الكومنولث (مؤرشف) (الإنجليزية)